# Dagenham East (London Underground)

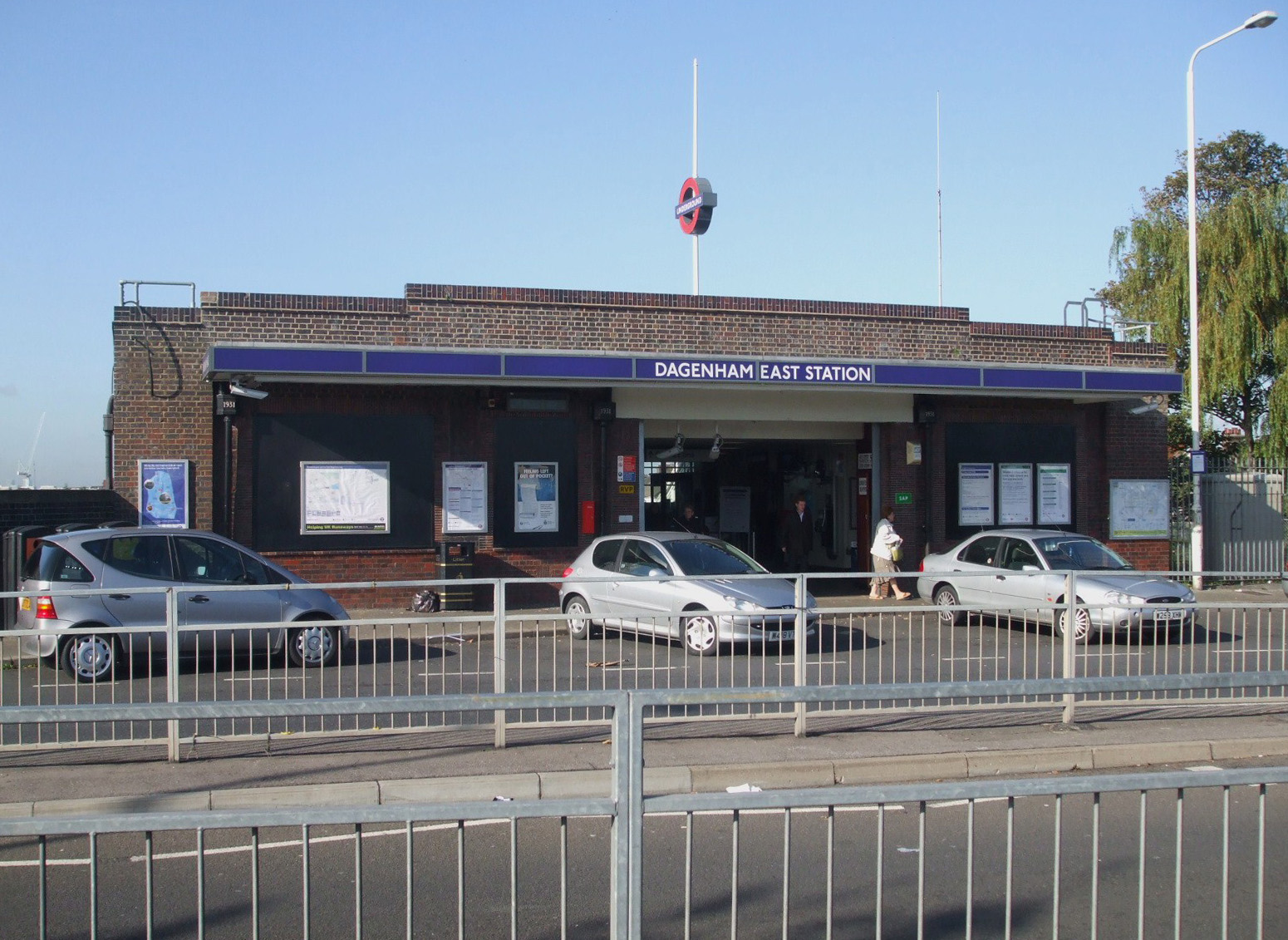
Stationsgebäude

Dagenham East ist eine oberirdische Station der London Underground im Stadtbezirk London Borough of Barking and Dagenham. Sie liegt in der Travelcard-Tarifzone 5 an der Rainham Road. Im Jahr 2014 nutzten 2,66 Millionen Fahrgäste diese von der District Line bediente Station.
Die Eröffnung erfolgte 1888 unter dem Namen Dagenham, als die London, Tilbury and Southend Railway eine direkter verlaufende Strecke zwischen Barking und Southend-on-Sea in Betrieb nahm, ohne Umweg über Tilbury. Züge der District Line hielten erstmals am 2. Juli 1902, allerdings wurde der U-Bahn-Betrieb auf dem Teilstück östlich von East Ham bereits am 30. September 1905 wieder eingestellt. Seit Abschluss der Elektrifizierung der Strecke zwischen Barking und Upminster am 12. September 1932 wird Dagenham East wieder durch die District Line bedient. Die Züge der Eisenbahn fahren hier seit 1962 ohne Halt durch.
Insgesamt gibt es drei Bahnsteige. Während am neueren Inselbahnsteig die regulären Züge der District Line halten, wenden am Hausbahnsteig einzelne U-Bahn-Züge vorzeitig und fahren danach in die Innenstadt zurück. Der ältere Inselbahnsteig zwischen den Gleisen der Eisenbahn wird nicht mehr genutzt. Die Stationsbauten entstanden im Rahmen der Elektrifizierung fast völlig neu, jedoch sind einzelne Elemente aus viktorianischer Zeit noch zu erkennen.